# 休寧凱
休寧凱（Kai Kamal Huening；2002年8月14日—），藝名HUENINGKAI（韓語：휴닝카이），韓裔美國籍男歌手，為韓國男子團體TOMORROW X TOGETHER成員。2019年3月4日，透過迷你專輯《The Dream Chapter: STAR》於韓國出道。2020年1月15日，透過日本出道單曲《MAGIC HOUR》於日本出道。

## 生涯

### 早年
休寧凱生於夏威夷州檀香山。母親是韓國人，父親那比爾·大衛·休寧（Nabil David Huening）是曾在中國發展的美籍德裔演員及歌手，休寧凱因父親的工作關係曾於中國生活了七年，因此休寧凱能說基本的華語。雖然在美國夏威夷州出生，但實際上出生後未有在英語作為官方語言的國家生活過，因此只能說基本的英語。姐姐Lea Navvab Huening曾以藝名「Lea」作為女團「VIVA」(비바)成員出道，而妹妹休寧巴伊葉則是限定女子團體Kep1er成員。三姐弟都持有美國護照。出道前曾與家人拍攝東方衛視節目《世博全家都來賽》。自小也有學習樂器，能夠演奏鋼琴和吉他。
休寧凱曾和姐姐Lea一起參加過某家娛樂公司的試鏡，一位Big Hit娛樂的星探看過兩姐弟之前的試鏡片段後便邀請休寧凱參加Big Hit娛樂的試鏡，當時Big Hit娛樂正打算成立一支新男團。13歲的休寧凱在試鏡時帶著吉他自彈自唱了AKMU的《Give Love》和魔力紅的《Sunday Morning》，最後通過了試鏡，正式成為Big Hit娛樂旗下練習生。2018年8月，在練習生時期曾與TOMORROW X TOGETHER團員共同在美國培訓。

### 2019年至今：TXT
1月15日，所屬社釋出了HUENINGKAI概念照及影片，為組合第三位公開的成員。
3月4日，透過Mnet的慶祝出道特輯節目《TOMORROW X TOGETHER Debut Celebration Show presented by Mnet》於韓國正式出道，並發行首張迷你專輯《The Dream Chapter: STAR》。休寧凱為專輯《The Dream Chapter: STAR》收錄歌《Roller Coaster》作詞，是組合中第一位參與歌曲製作的成員。
8月20日，所屬社宣佈休寧凱和另外兩位TXT成員秀彬、太顯先後患上結膜炎，三人需要接受隔離治療，約一個月後康復。
2020年1月15日，以TOMORROW X TOGETHER成員發行出道單曲《MAGIC HOUR》於日本出道。

## 音樂作品
— 所屬團體之作品請參閱 TXT音樂作品列表。

### 翻唱歌曲
| 年份   | 發佈日期 | 歌曲名稱                          | 原曲名稱   | 原唱歌手            | 合作團員 |
| 2020年 | 4月25日  | Dope （页面存档备份，存于）       | Dope       | 防彈少年團          | YEONJUN  |
| 2021年 | 4月14日  | Youngblood （页面存档备份，存于） | Youngblood | 5 Seconds of Summer | 不適用   |
| 2022年 | 2月19日  | Sk8er Boi                         | Sk8er Boi  | Avril Lavigne       |          |

## 影視作品
— 所屬團體之作品請參閱 TXT影視作品列表。
| 年份   | 播放日期 | 電視台 | 節目名稱        | 備註              |
| 2020年 | 12月6日  | SBS    | 《Running Man》 | 與YEONJUN共同出演 |
| 2021年 | 6月2日   | Mnet   | 《TMI News》    | 與TAEHYUN共同出演 |
| 2021年 | 6月27日  | EBS FM | 《倾听》        | 與TAEHYUN共同出演 |

## 節目主持

### 固定電台DJ
| 年份   | 播放日期        | 電視台 | 節目名稱 | 合作藝人 | 備註   |
| 2021年 | 1月10日－5月2日 | EBS FM | 《傾聽》 | TAEHYUN  | 固定DJ |

### 特別主持
| 年份   | 播放日期 | 電視台      | 節目名稱                  | 合作藝人 | 備註     |
| 2020年 | 7月24日  | KBS         | 《Music Bank》            | 勝熙     | 特別主持 |
| 2020年 | 11月22日 | EBS FM      | 《傾聽》                  | TAEHYUN  | 特別DJ   |
| 2021年 | 7月23日  | KBS         | 《Music Bank》            | YooA     | 特別主持 |
| 2021年 | 10月26日 | KBS Cool FM | 《DAY6's Kiss The Radio》 | 不適用   | 特別DJ   |

## 獎項與榮譽
— 所屬團體之獎項請參閱 TXT獲獎及提名列表。

## 外部連結
- TOMORROW X TOGETHER （页面存档备份，存于） 官方Twitter